# Belvosia leucopyga
Belvosia leucopyga är en tvåvingeart som beskrevs av Wulp 1882. Belvosia leucopyga ingår i släktet Belvosia och familjen parasitflugor. Inga underarter finns listade i Catalogue of Life.